# Liste de desserts turcs
 (novembre 2015).
Si vous disposez d'ouvrages ou d'articles de référence ou si vous connaissez des sites web de qualité traitant du thème abordé ici, merci de compléter l'article en donnant les références utiles à sa vérifiabilité et en les liant à la section « Notes et références ».
Cet article contient une liste de desserts de la cuisine turque.

## Dessert turc

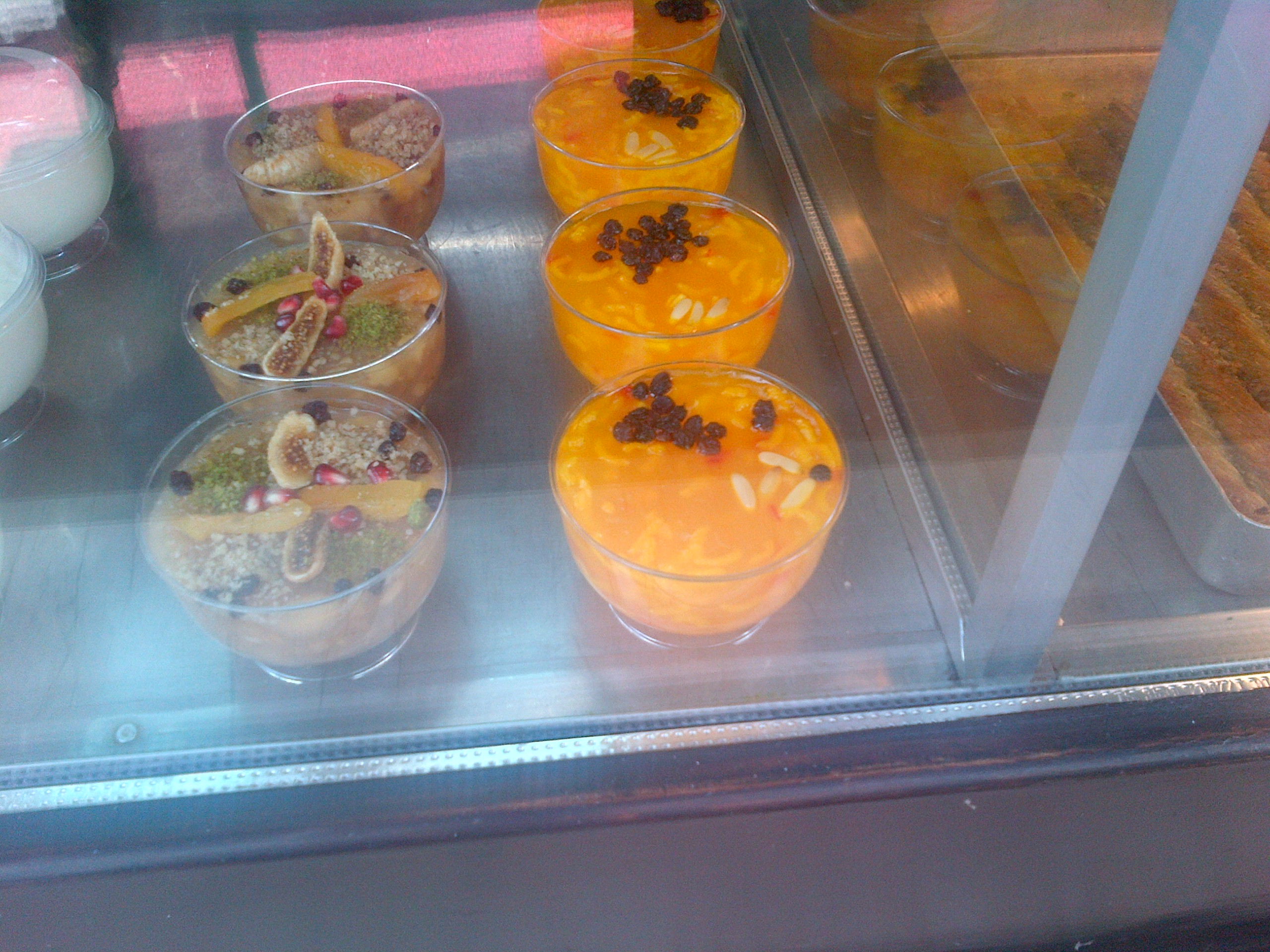
Un Aşure et un Zerde

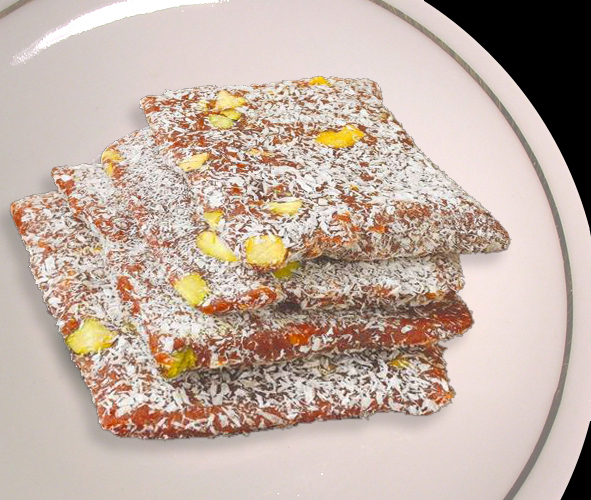
Cezerye

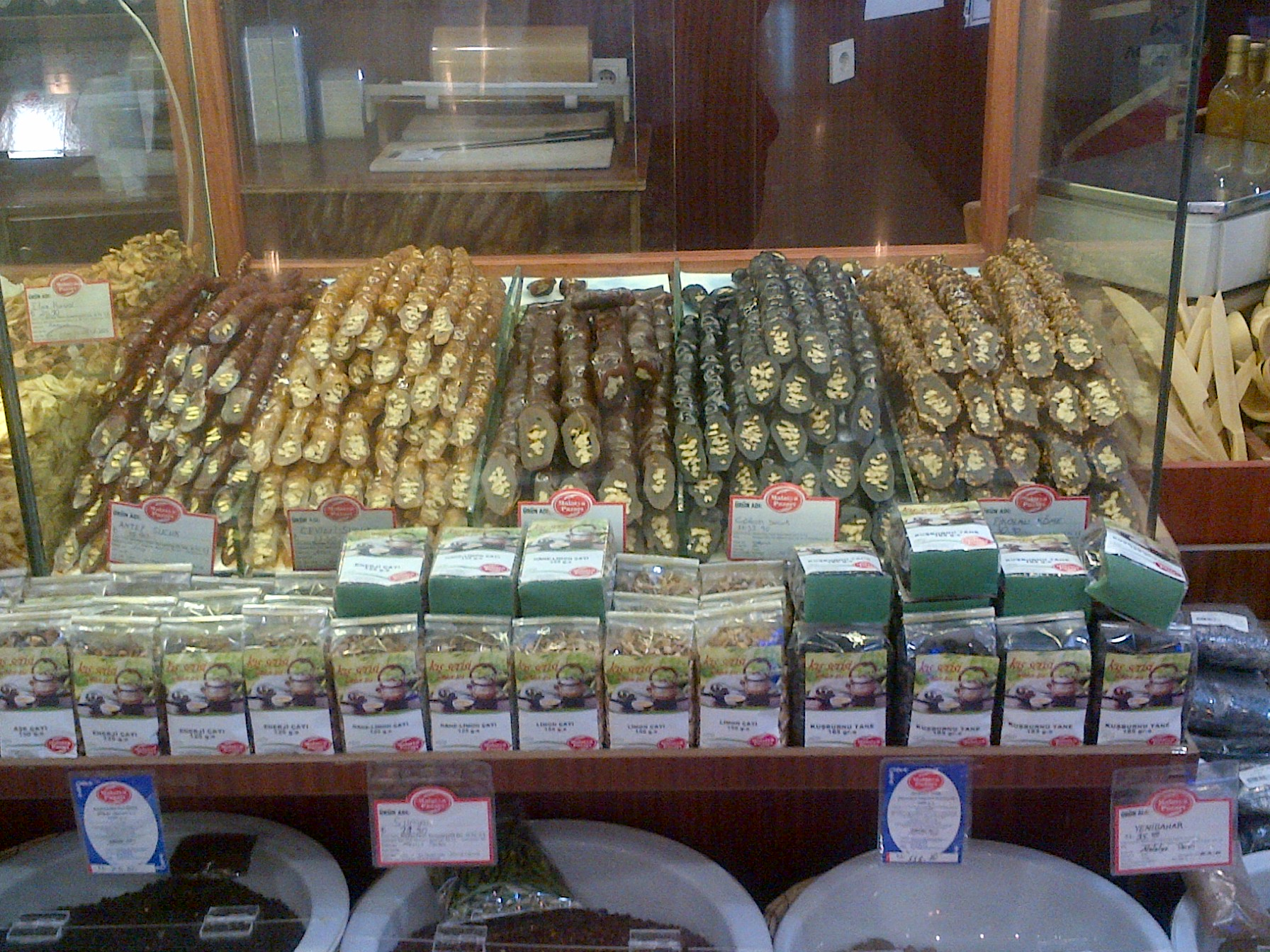
Cevizli sucuk

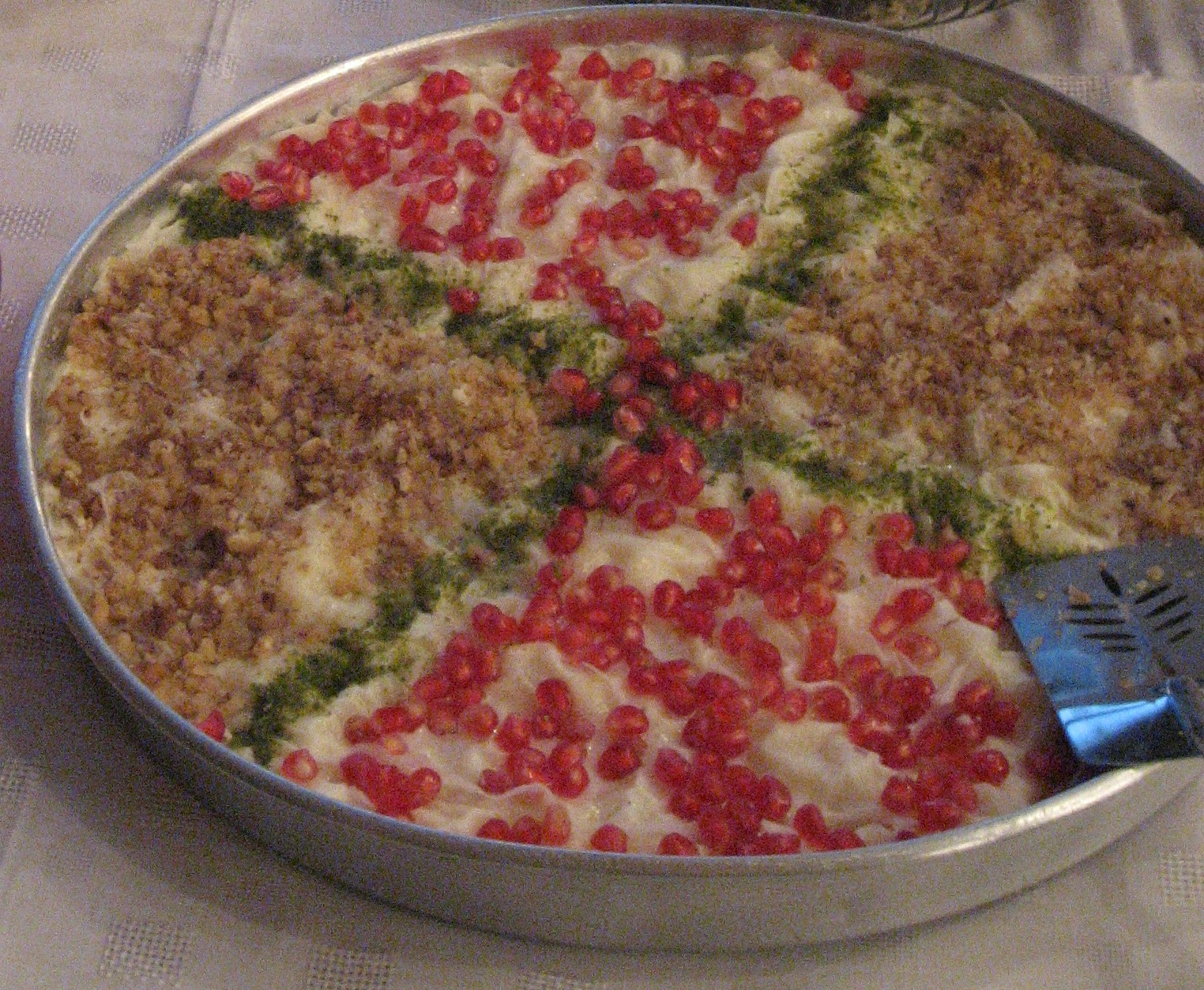
Güllaç

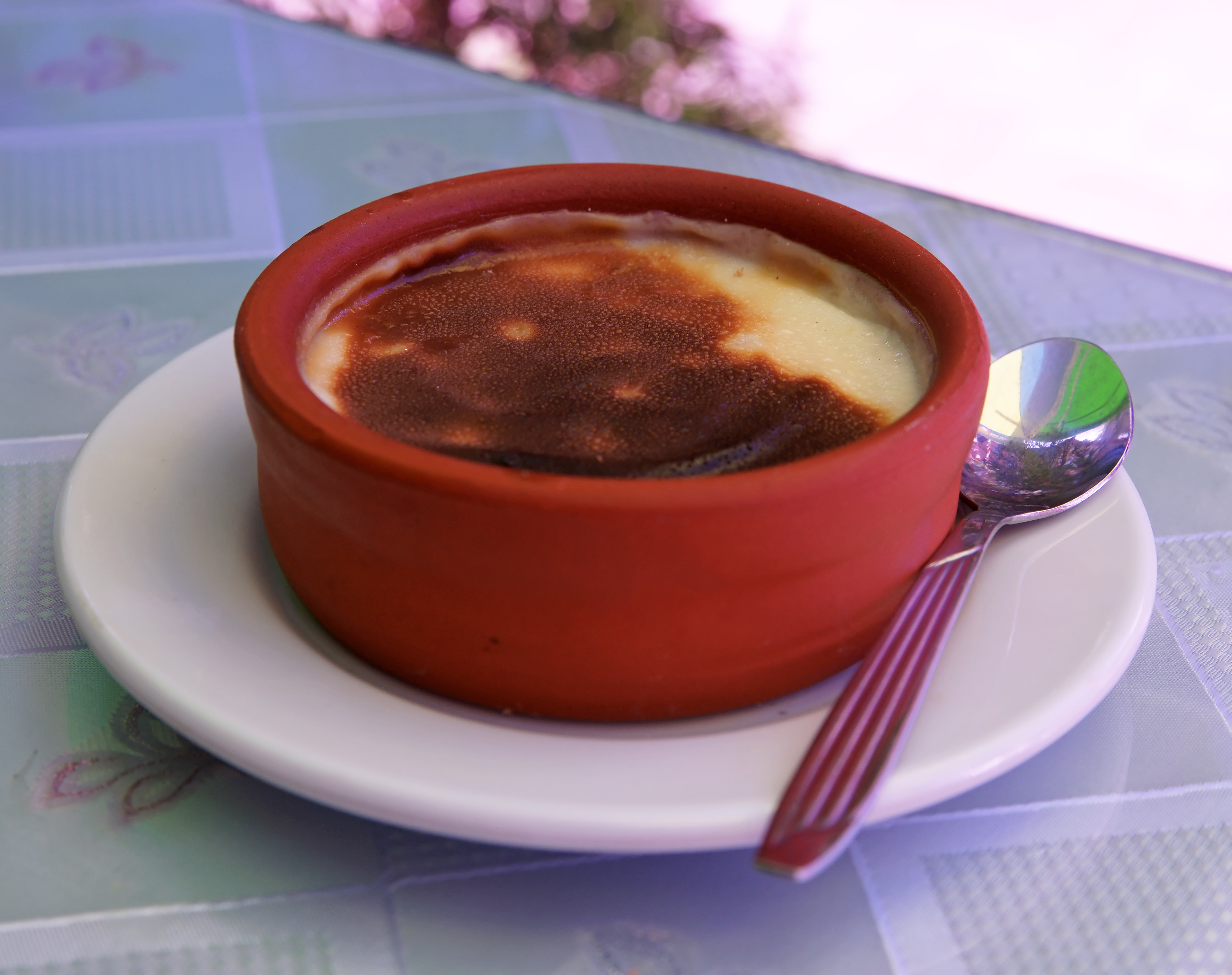
Un riz au lait, le sütlaç

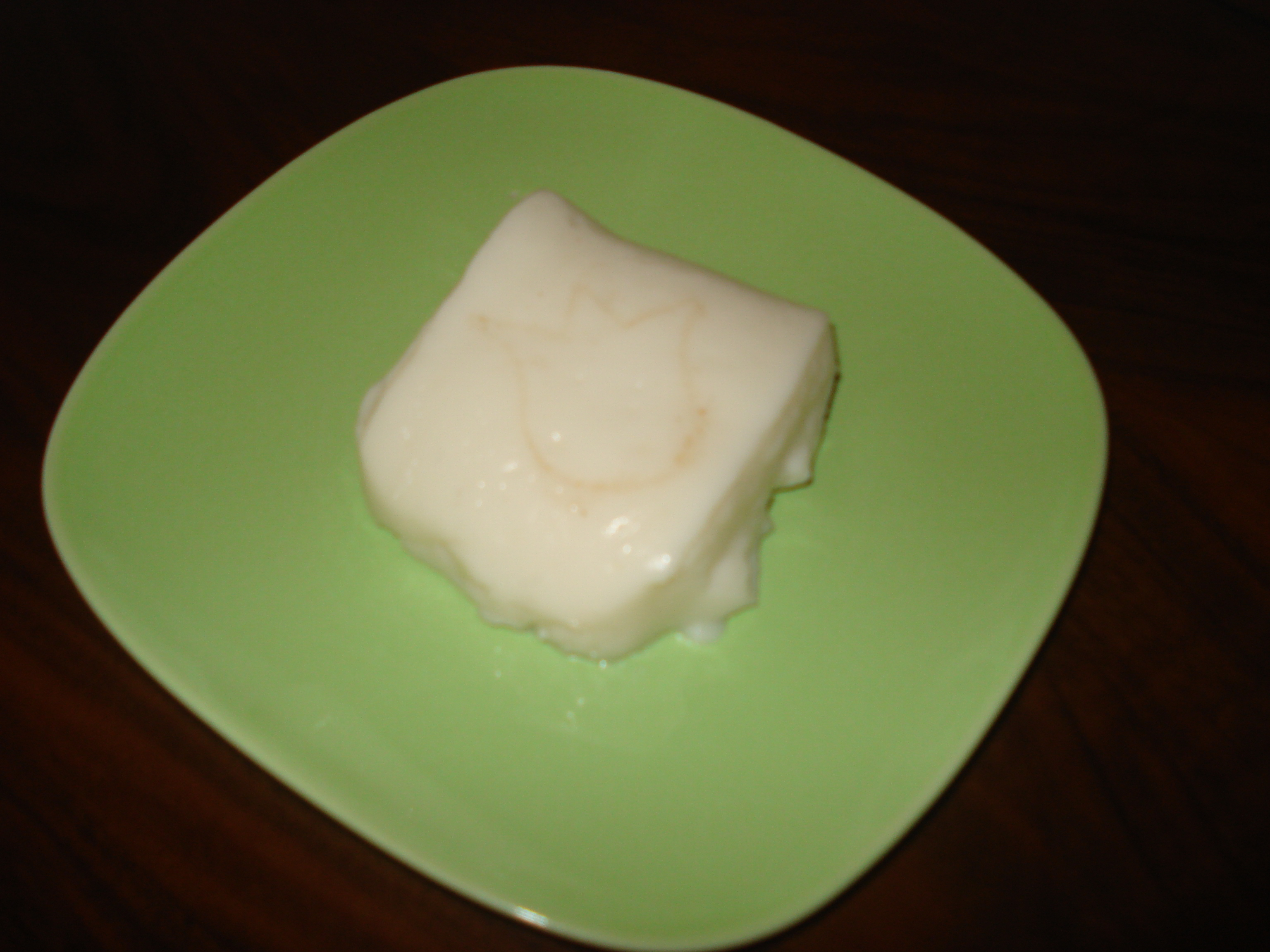
Un Tavukgöğsü, avec une tulipe gravé dessus. Les tulipes ont une place spécial dans la culture turc.

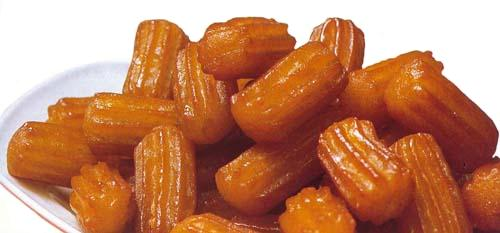
Tulumba

- Acıbadem kurabiyesi (biscuit aux amandes)
- Aşure (pudding de Noé)
- Ayva tatlısı
- Badem ezmesi et marzipan
- Baklava
- Bülbül yuvası [1]
- Cezerye
- Churchkhela
- Demir tatlısı
- Dilber dudağı
- Ekmek kadayıfı[2]
- Güllaç
- Hanım göbeği
- Kabak tatlısı
- Kadayıf
- Kalburabastı
- Kazandibi
- Keşkül
- Künefe
- Lokma
- Lokum
- Macun
- Maraş Dondurması
- Muhallebi (une sorte de pudding turc)
- Pekmez
- Pepeçura
- Pestil
- Pişmaniye
- Revani
- Şekerpare
- Şöbiyet
- Supangle
- Sütlaç (Riz au lait turque)
- Sütlü Nuriye (une sorte de dessert au lait turque)
- Tahin helva
- Tavuk göğsü
- Tulumba
- Zerde